# Паскеро-Понте (Кунео)
Паскеро-Понте је насеље у Италији у округу Кунео, региону Пијемонт.
Према процени из 2011. у насељу је живело 109 становника. Насеље се налази на надморској висини од 689 м.